# Sixh.
Sixh. (シックス) は、株式会社シンクのファッションブランド及びバンド。ヴィジュアル系・ホスト・ゴシック・モードなど、多彩なジャンルを組み合わせ構築しブランドを展開している。ゴシックロリータの雄『h.NAOTO』から派生したブランド。ファッションのみならずバンドと音楽活動もしており東名阪を中心にライブ活動を行う。ライブのなかでファッションショーを行う等、音楽とファッションの共存を目指している。

## デザイナー
IBI (イビ)
株式会社シンクのデザイナーでSixh.IBI lineを担当。
MINT (ミント)
株式会社シンクのデザイナーでSixh.MINT lineを担当。島根県出身。文化服装学院アパレルデザイン科メンズデザインコース卒業。

## 主なブランドライン
IBI line （イビ ライン）
独自のイラストレーションを活かしたヴィジュアル系、ホスト系を組み合わせたデザイン展開。
MINT line （ミント ライン）
なめらかなドレープやモードなシルエットを活かしたライン、独自のゆるキャラであるMINTネコを使用し、モードな中にも独特なゆるさを演出している。
M&I line （エムアイ ライン）
姉妹ブランドMelTとIBIラインとのコラボレーションライン。IBIラインを意識したセクシーなレディースライン。
Sixh.seventeen line （シックスセブンティーン ライン）
人気ホスト一条誠、皐月星七とのコラボレーションブランド。Men's SPIDERなどで見られる様なVホス系を強く意識したライン。2010年2月20日、鮎川優プロデュースのホストクラブ、EDENにてデビューコレクションショーを行う。

## バンドメンバー
- IBI(イビ) - ボーカル
- MINT(ミント) - ベース、主に楽曲の作詞を手掛ける。
- NARI(ナリ) - ギター、主に楽曲の作曲を手掛ける。

## 活動
2007年
- デザイナーIBIとMINTによるファッションデザイン･デュオ「Sixh.（シックス）」としてデビュー。
- 大阪･心斎橋にて初の路面店「Sixh.大阪心斎橋店」をオープン。
- 大阪･心斎橋DROPにて初の「ファッションショー＆ライブ」を開催。
- スーパードルフィー（株式会社ボークス）とのコラボ衣装、IBI MODELとMINT MODELを発売。

2008年
- Sixh.バンド1st音源CD「BIRTH」をリリース。
- 大阪･心斎橋にて、二度目の「ファッションショー＆ライブ」を開催。
- 東京･原宿では初の「ファッションショー＆ライブ」を原宿アストロホールにて開催。

2009年
- 雑誌「Men’sSPIDER」にモデルとして出演。
- 東京･原宿アストロホールにて二度目の「ファッションショー＆ライブ」を開催。
- USAコンベイションイベント（シカゴ・LA）にてゲストアーティスト枠で出演、ブース出店。
- 東京ビッグサイトでのコミックマーケット77にて「ファッションショー＆ライブ」出演。ブース出店。

2010年
- Sixh.バンド楽曲3部作第１弾「サトルの失恋物語」（コウエン、ミゾレ、ウエタケモノの計3曲）リリース。都内各地のライブハウスを中心に、名古屋、札幌、福岡など各地での対バンライブに出演。
- USAコンベイションイベントへのゲストアーティスト枠出演が活発化。シカゴ、LA、ボルチモア、シアトル、ボストン等各地でショーを行う。
- Men’sSPIDERプロデューサー鮎川優氏と共にホストモデルとのコラボ「Sixh.seventeen（617）」を発表。新宿歌舞伎町のホストクラブを貸し切ってのファッションショー開催を皮切りに、全国来店ツアーを開催。
- コミックマーケット水戸にてミニショー＆ライブ出演。（水戸ライトハウス）
- Sixh.バンド楽曲3部作第２弾「アサッテもジョォー」（マンゲツ、ヘイトラブ、ミナシゴの計３曲）リリース。
- 東京コレクション2010SSにWEBファッションショー形式で初参加。[3]
- Sixh.×Men’sSPIDER FASHIONSHOW＆LIVE2010を開催。有名モデル、V系バンド達との共演を果たす。[4]
- 東京コレクション2010AWとして、Sixh.×Men’sSPIDER FASHIONSHOW＆LIVE 2を開催。Sixh.seventeen(617)第２弾コレクションを発表。

2011年
- 都内ライブハウスを中心に、Sixh.バンド主催ライブを開催。数々のアーティストとのコラボアイテム発売、共演を果たす。
- 渋谷スペイン坂スタジオにて、TOKYO FM80.0MHZ ラジオ出演。
- 映画「前橋ビジュアル系」（監督・大鶴義丹 ケーダッシュ配給）に衣装協力。主演･風間俊介（ジャニーズ事務所）他、出演者がSixh.を着用。舞台挨拶にもデザイナーとして出演。
- USAコンベイションイベントへのゲストアーティスト枠出演オファーが継続。ニュージャージー、アトランタ、シカゴ、シアトルでの出演が相次ぐ。
- Sixh.バンドとしては最後となる、「Sixh.FASHION OPERA」を原宿･ラフォーレミュージアムにて開催。

2012年
- V系バンド雑誌「FoolsMate」特別撮影企画にて衣装協力、モデルとして出演。海（vistlip）、Shun(DuelJewel)、燿（摩天楼オペラ）と共演を果たした後、路面店でのトークショーイベントを開催する。
- ファッションショー＆ライブの進化系「Sixh.OPERA」を原宿アストロホールにて開催。親交の有るアーティスト、モデル達と共演。その後USAシカゴ、LAでのコンベイションイベントでも出演を果たす。
- 映画「愛を歌うより俺に溺れろ」（角川映画）へ衣装提供。デザイナーとして舞台挨拶へも出演。
- 人気ゲーム「AMNESIA(アムネシア)」（オトメイト）「テイルズ オブ エクシリア」（バンダイナムコゲームス）とのコラボアイテムを発売。
- ブランド女性モデルとしてmiko(exist†trace)を起用。ビジュアル撮影の他、バンドへの衣装提供、対バンイベント、ショー＆ライブなど多数共演。

2013年
- オリジナルコミックス「GALAXY EMPEROR」を始動、WEB掲載開始。
- Sixh.×exist†traceによる合同ライブイベント「THE NEW GALAXY WORLD」を池袋ブラックホールにて開催。コラボアイテム発売の他、映像演出や演奏共演などを行う。
- 渋谷2.5Dスタジオにて、親交のあるソロアーティスト･砂月とのコラボ来店・アコースティックライブイベントを開催。
- ゲーム「DIABOLIK LOVERS」(オトメイト)とのコラボアイテムを発売。
- Sixh.初のオーダーメイド･ウェディングドレスを製作。
- SECRET GUYZ-シークレットガイズ-をゲストに迎えてのファッションショー開催。
- スーパードルフィー（株式会社ボークス）とのコラボ衣装･IBI MODELが復刻発売。

2014年
- Sixh.解散を発表。全国店舗へのラスト来店ツアーを開催。

ツアーの中でmiko（exist†trace）、シリアル⇔NUMBER等のアーティストとのコラボ来店イベントも開催。
- USAコンベイションイベント、シカゴにてゲストアーティストとして出演。アメリカのファンへ向けての解散発表とショー出演。
- Sixh.解散パーティを開催。ショー、ライブ、パーティとこれまでのSixh.を凝縮した内容で、その活動に幕を下ろす。
- 解散後、オーダーメイド受注顧客限定・一夜限りのリムジンクルーズイベントを開催。

2015年
- 音楽プロデューサーTSUNODA氏（TAKT.）と再会。都内KINCSショップに立つ傍ら、Sixh.再始動へ向けての地下活動に入る。
- Sixh.活動再開を発表。
- ゲーム、「バイオハザード」とのコレボレーションアイテムを発売。

2019年
- チーフデザイナーIBIの退職伴い、h.NAOTOに統合、新生Sixh.として生まれ変わる事を発表。

## ディスコグラフィ
| 発売日 | タイトル   | 収録曲                                   |                |
| ------ | ---------- | ---------------------------------------- | -------------- |
| 2008年 | BIRTH      | 1.BIRTH 2.Black Heart 3.RAIN 4.MOON RISE |                |
|        | 発売日     | タイトル                                 | 収録曲         |
| 1st    | 2010/4/26  | コウエン                                 | 1.コウエン     |
| 2nd    | 010/4/26   | ミゾレ                                   | 1.ミゾレ       |
| 3rd    | 2010/4/26  | ウエタケモノ                             | 1.ウエタケモノ |
| 4th    | 2010/10/19 | マンゲツ                                 | 1.マンゲツ     |
| 5th    | 2010/10/19 | ヘイトラブ                               | 1.ヘイトラブ   |
| 6th    | 2010/10/19 | ミナシゴ                                 | 1.ミナシゴ     |